# Irina Jromachova
Irina Pávlovna Jromachova (en ruso: Ирина Павловна Хромачёва; n. 12 de mayo de 1995) es una jugadora tenista rusa.
Ella hizo su debut en Grand Slam en el Abierto de Australia 2017.

## Títulos WTA (9; 0+9)

### Dobles (9)
| Leyenda                                |
| Grand Slam (0)                         |
| Juegos Olímpicos (0)                   |
| WTA Finals (0)                         |
| P. Mandatory & Premier 5, WTA 1000 (1) |
| Premier, WTA 500 (1)                   |
| International, WTA 250 (7)             |

| N.º | Fecha                    | Torneos          | Superficie    | Pareja            | Oponentes en la final                 | Resultado        |
| --- | ------------------------ | ---------------- | ------------- | ----------------- | ------------------------------------- | ---------------- |
| 1.  | 15 de abril de 2018      | Bogotá           | Tierra batida | Dalila Jakupović  | Mariana Duque Nadia Podoroska         | 6-3, 6-4         |
| 2.  | 8 de abril de 2023       | Bogotá           | Tierra batida | Iryna Shymanovich | Oksana Kalashnikova Katarzyna Piter   | 6-1, 3-6, [10-6] |
| 3.  | 21 de abril de 2024      | Ruan             | Dura          | Tímea Babos       | Naiktha Bains Maia Lumsden            | 6-3, 6-4         |
| 4.  | 24 de mayo de 2024       | Rabat            | Tierra batida | Yana Sizikova     | Anna Danilina Xu Yifan                | 6-3, 6-2         |
| 5.  | 26 de julio de 2024      | Iasi             | Tierra batida | Anna Danilina     | Alexandra Panova Yana Sizikova        | 6-4, 6-2         |
| 6.  | 15 de septiembre de 2024 | Guadalajara      | Dura          | Anna Danilina     | Oksana Kalashnikova Kamilla Rakhimova | 2-6, 7-5, [10-7] |
| 7.  | 22 de septiembre de 2024 | Hua Hin 2        | Dura          | Anna Danilina     | Eudice Chong Moyuka Uchijima          | 6-4, 7-5         |
| 8.  | 13 de octubre de 2024    | Wuhan            | Dura          | Anna Danilina     | Asia Muhammad Jessica Pegula          | 6-3, 7-6(6)      |
| 9.  | 14 de junio de 2025      | 's-Hertogenbosch | Césped        | Fanny Stollar     | Nicole Melichar Liudmila Samsonova    | 7-5, 6-3         |

#### Finalista (5)
| N.º | Fecha               | Torneos    | Superficie    | Pareja               | Oponentes en la final                | Resultado           |
| --- | ------------------- | ---------- | ------------- | -------------------- | ------------------------------------ | ------------------- |
| 1.  | 7 de abril de 2019  | Charleston | Tierra batida | Veronika Kudermétova | Anna-Lena Grönefeld Alicja Rosolska  | 6-7(7), 2-6         |
| 2.  | 7 de abril de 2024  | Bogotá     | Tierra batida | Anna Bondár          | Cristina Bucșa Kamilla Rakhimova     | 6-7(5), 6-3, [8-10] |
| 3.  | 20 de julio de 2024 | Budapest   | Tierra batida | Anna Danilina        | Katarzyna Piter Fanny Stollár        | 3-6, 6-3, [3-10]    |
| 4.  | 2 de marzo de 2025  | Mérida     | Dura          | Anna Danilina        | Katarzyna Piter Mayar Sherif         | 6-7(2), 5-7         |
| 5.  | 20 de abril de 2025 | Ruan       | Tierra batida | Linda Nosková        | Aleksandra Krunić Sabrina Santamaria | 0-6, 4-6            |

## Títulos WTA 125s
| Leyenda  | Individuales | Dobles |
| -------- | ------------ | ------ |
| WTA 125s | 1            | 4      |

### Individuales (1)
| N.º | Fecha             | Torneos | Superficie    | Oponentes    | Resultado      |
| --- | ----------------- | ------- | ------------- | ------------ | -------------- |
| 1.  | 5 de mayo de 2018 | Anning  | Tierra batida | Saisai Zheng | 3-6 6-4 7-6(5) |

#### Finalista (1)
| N.º | Fecha                  | Torneos | Superficie | Oponentes       | Resultado     |
| --- | ---------------------- | ------- | ---------- | --------------- | ------------- |
| 1.  | 3 de noviembre de 2018 | Mumbai  | Dura       | Luksika Kumkhum | 6-1, 2-6, 3-6 |

### Dobles (4)
| N.º | Fecha               | Torneo | Superficie    | Pareja           | Adversarias                       | Puntuación       |
| --- | ------------------- | ------ | ------------- | ---------------- | --------------------------------- | ---------------- |
| 1.  | 5 de mayo de 2018   | Anning | Tierra batida | Dalila Jakupović | Guo Hanyu Sun Xuliu               | 6-1, 6-1         |
| 2.  | 15 de julio de 2023 | Bastad | Tierra batida | Panna Udvardy    | Eri Hozumi Jang Su-jeong          | 4-6, 6-3, [10-5] |
| 3.  | 18 de mayo de 2024  | Parma  | Tierra batida | Anna Danilina    | Elixane Lechemia Ingrid Martins   | 6-1, 6-2         |
| 3.  | 8 de junio de 2024  | Bari   | Tierra batida | Anna Danilina    | Angelica Moratelli Renata Zarazúa | 6-1, 6-3         |

#### Finalista (4)
| N.º | Fecha                   | Torneo   | Superficie    | Pareja             | Adversarias                        | Puntuación       |
| --- | ----------------------- | -------- | ------------- | ------------------ | ---------------------------------- | ---------------- |
| 1.  | 12 de noviembre de 2017 | Hua Hin  | Dura          | Dalila Jakupović   | Duan Yingying Wang Yafan           | 3-6, 3-6         |
| 2.  | 26 de noviembre de 2017 | Mumbai   | Dura          | Dalila Jakupović   | Victoria Rodríguez Bibiane Schoofs | 5-7, 6-3, [7-10] |
| 3.  | 9 de julio de 2022      | Bastad   | Tierra batida | Mihaela Buzărnescu | Misaki Doi Rebecca Peterson        | w/o              |
| 4.  | 9 de julio de 2023      | Valencia | Tierra batida | Angelina Gabueva   | Aliona Bolsova Andrea Gámiz        | 4-6, 6-4, [7-10] |

## Títulos ITF

### Individual (16)
| Torneos de $100 000 |
| Torneos de $75 000  |
| Torneos de $50 000  |
| Torneos de $25 000  |
| Torneos de $15 000  |
| Torneos de $10 000  |

| N.º | Fecha                    | Torneo                  | Superficie    | Oponentes                | Resultado          |
| --- | ------------------------ | ----------------------- | ------------- | ------------------------ | ------------------ |
| 1.  | 3 de abril de 2011       | Ribeirao Preto, Brasil  | Tierra batida | Viktória Malová          | 6–1, 6–3           |
| 2.  | 8 de mayo de 2011        | Casarano, Italia        | Tierra batida | Anne Schäfer             | 6–3, 6–4           |
| 3.  | 30 de junio de 2012      | Périgueux, Francia      | Tierra batida | Mónica Puig              | 6–3, 6–2           |
| 4.  | 10 de junio de 2013      | Padova, Italia          | Tierra batida | Patricia Mayr-Achleitner | 6–2 6–3            |
| 5.  | 24 de febrero de 2014    | Buenos Aires, Argentina | Tierra batida | Chanel Simmonds          | 6–2, 7–5           |
| 6.  | 21 de junio de 2014      | Minsk, Bielorrusia      | Tierra batida | Ema Mikulčić             | 6–4, 1–6, 6–1      |
| 7.  | 27 de junio de 2015      | Moscú, Rusia            | Tierra batida | Valentyna Ivajnenko      | 6–2, 6–2           |
| 8.  | 14 de noviembre de 2015  | Minsk, Bielorrusia      | Dura (i)      | Başak Eraydın            | 6–2, 7–5           |
| 9.  | 27 de febrero de 2016    | Moscú, Rusia            | Dura (i)      | Yana Sizikova            | 6–7(7–9), 6–4, 6–3 |
| 10. | 13 de marzo de 2016      | Puebla, México          | Dura (i)      | Richèl Hogenkamp         | 6–3, 6–2           |
| 11. | 15 de mayo de 2016       | Saint-Gaudens, Francia  | Tierra batida | Maria Sakkari            | 1–6, 7–6(7–3), 6–1 |
| 12. | 10 de septiembre de 2016 | Budapest, Hungría       | Tierra batida | Cindy Burger             | 6–1, 6–2           |
| 13. | 12 de noviembre de 2016  | Pune, India             | Dura          | Riko Sawayanagi          | 6–1, 6–1           |
| 14. | 12 de marzo de 2017      | São Paulo, Brasil       | Tierra batida | Laura Pigossi            | 6–2, 6–1           |
| 15. | 14 de octubre de 2017    | Óbidos, Portugal        | Carpet        | Magdalena Fręch          | 6–1, 4–6, 6–4      |
| 15. | 28 de febrero de 2018    | Perth, Australia        | Dura          | Katy Dunne               | 6-2 6-3            |

#### Finalista (4)
| N.º | Fecha                  | Torneo                | Superficie    | Oponentes        | Resultado                |
| --- | ---------------------- | --------------------- | ------------- | ---------------- | ------------------------ |
| 1.  | 6 de noviembre de 2011 | Estambul, Turquía     | Dura          | Lesia Tsurenko   | 1–6, 5–7                 |
| 2.  | 4 de febrero de 2012   | Burnie, Australia     | Dura          | Olivia Rogowska  | 3–6, 3–6                 |
| 3.  | 17 de junio de 2013    | Montpellier, Francia  | Tierra batida | Ana Konjuh       | 3–6, 1–6                 |
| 4.  | 7 de noviembre de 2015 | Casablanca, Marruecos | Tierra batida | Melanie Klaffner | 6–2, 6–7(7–9), 1–2, ret. |